# مطار عبس
مطار عبس (بالإنجليزية: Abbs Airport)‏ هو مطار يقع في عبس في اليمن.